# Holy Diver – Live
Az Holy Diver – Live az amerikai Dio heavy metal zenekar negyedik koncertlemeze. A felvételek a zenekar 2005-ös londoni fellépésén készültek. A koncert DVD formájában is megjelent.
A zenekar a Holy Diver dalait játssza abban a sorrendben, mint az 1983-as lemezen. A második CD-n a többi élőben játszott dal hallható.

## Az album dalai

### CD
| 1. | Stand Up and Shout         | Jimmy Bain, Ronnie James Dio | 4:33  |
| 2. | Holy Diver                 | Dio                          | 4:46  |
| 3. | Gypsy                      | Vivian Campbell, Dio         | 9:46  |
| 4. | Caught in the Middle       | Vinny Appice, Campbell, Dio  | 4:51  |
| 5. | Don't Talk to Strangers    | Dio                          | 5:11  |
| 6. | Straight Through the Heart | Bain, Dio                    | 4:37  |
| 7. | Invisible                  | Appice, Campbell, Dio        | 5:17  |
| 8. | Rainbow in the Dark        | Appice, Bain, Campbell, Dio  | 4:46  |
| 9. | Shame on the Night         | Appice, Bain, Campbell, Dio  | 16:58 |

| 1. | Tarot Woman                     | Ritchie Blackmore, Dio         | 6:53  |
| 2. | The Sighn of the Southern Cross | Geezer Butler, Dio, Tony Iommi | 7:44  |
| 3. | One Night in the City           | Appice, Bain, Campbell, Dio    | 6:10  |
| 4. | Gates of Babylon                | Blackmore, Dio                 | 8:23  |
| 5. | Heaven and Hell                 | Buttler, Dio, Iommi, Bill Ward | 11:25 |
| 6. | Man on the Silver Mountain      | Blackmore, Dio                 | 4:14  |
| 7. | Long Live Rock 'N' Roll         | Blackmore, Dio                 | 6:14  |
| 8. | We Rock                         | Dio                            | 6:21  |

### DVD
1. Tarot Woman
2. The Sign of The Southern Cross
3. One Night in the City
4. Stand up and Shout
5. Holy Diver
6. Gypsy
7. Caught in the Middle
8. Don't Talk to Strangers
9. Straight Through the Heart
10. Invisible
11. Rainbow in the Dark
12. Shame on the Night
13. Gates of Babylon
14. Heaven and Hell
15. Man on the Silver Mountain
16. Long Live Rock and Roll
17. We Rock

## Közreműködők
- Ronnie James Dio – ének
- Doug Aldrich – gitár
- Rudy Sarzo – basszusgitár
- Scott Warren – billentyűk
- Simon Wright – dob